# Beschuit met muisjes
Beschuit met muisjes (dosłowne tłumaczenie z niderl. „sucharki z myszkami”) – tradycyjna przekąska serwowana w Holandii z okazji narodzin dziecka.
Beschuit to przekąska a’la polskie suchary, ale okrągła i mniej twarda. Muisjes („myszki”) to nasionka anyżu w słodkiej polewie. Nazywane są myszkami, bo niektóre z nich wciąż mają ogonek.
Sucharki smaruje się masłem i posypuje „myszkami”. „Myszki” sprzedawane są w dwóch rodzajach mieszanek: biało-różowe i biało-niebieskie, w zależności od płci urodzonego dziecka. Jeśli urodziła się córka, serwuje się „myszki” różowe. Jeśli syn – niebieskie.
Specjalne beschuit met muisjes serwuje się z okazji narodzin potomka w rodzinie królewskiej. Wtedy serwuje się „myszki” pomarańczowe – na cześć koloru monarchii.

Beschuit met muisjes
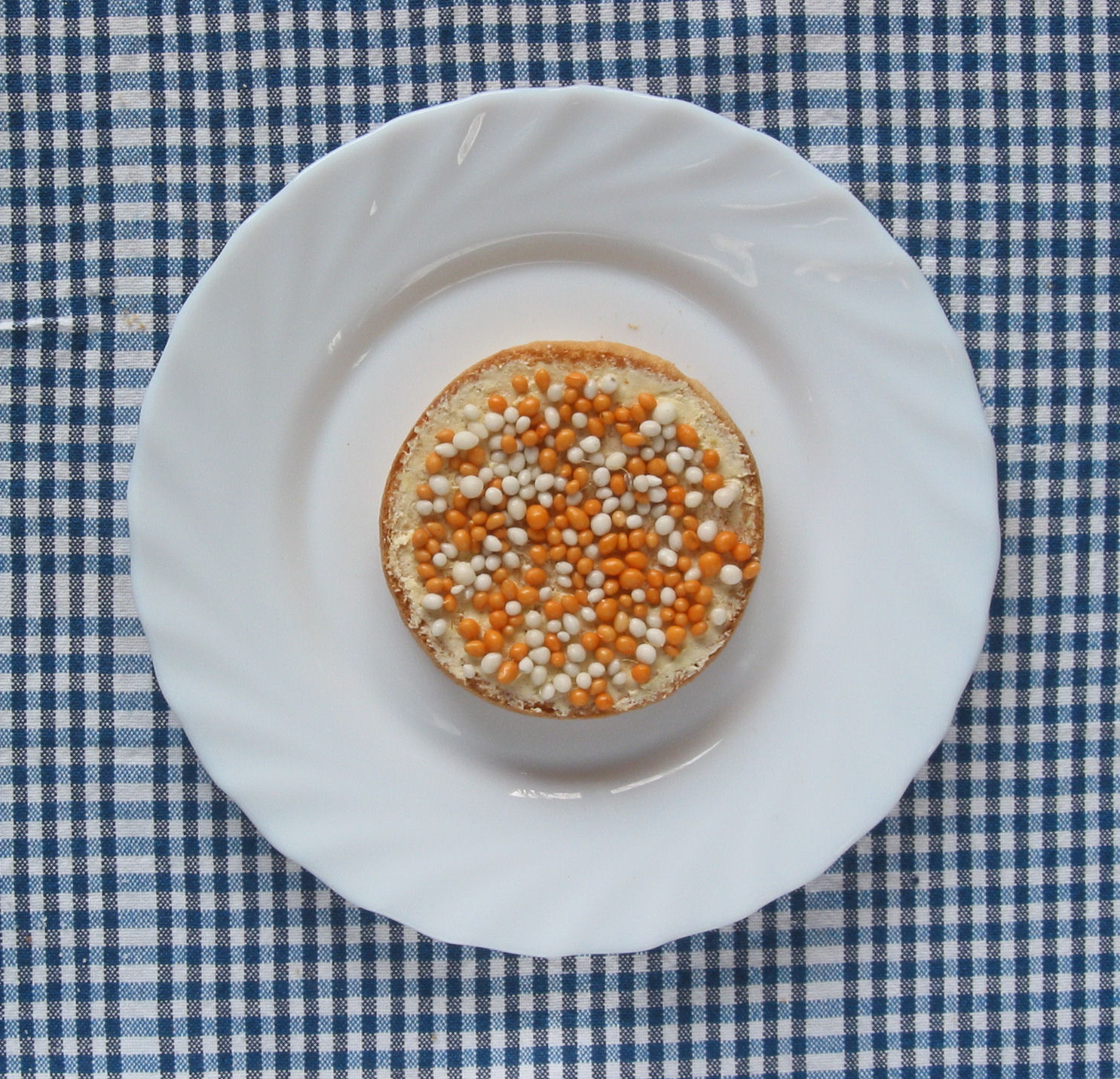
„Myszki” pomarańczowe

## Historia
Spożywanie sucharków z „myszkami” z okazji narodzin dziecka, to stara tradycja, która stała się popularna w ciągu XIX wieku. Wcześniej narodziny świętowało się częstując rodzeństwo oraz dzieci z sąsiedztwa grubo pocukrzonymi sucharami i mówiąc, że zostały przyniesione przez nowo narodzone dziecko. Celem było pozyskanie sympatii starszych dzieci dla nowego członka rodziny. Początkowo „myszki” były dostępne w dwóch kolorach: różowe, gdy na świat przyszła dziewczynka i białe, gdy urodził się chłopiec. Dawniej tylko zamożne rodziny częstowały sucharkami posypanymi „myszkami”. Ubodzy jedli biały chleb z cukrem, aby uczcić narodziny dziecka. Zastosowanie nasion anyżu do wyrobu „myszek” tłumaczy się działaniem mlekopędnym anyżu (łac. lactagoga). Pochodzenie nazwy „myszki” jest najprawdopodobniej związane z wyglądem nasion anyżu pokrytych wieloma warstwami cukru. Przypominają one myszki, tym bardziej że niektóre mają wystające ogonki. Nazwa może też odwoływać się do wysokiej płodności myszy. „Myszkami” nie tylko posypuje się sucharki, ale także wypełnia miniaturowe butelki do karmienia niemowląt, z których dzieci w formie zabawy wyjadają „myszki”. Po raz pierwszy pomarańczowe „myszki” do posypywania sucharków pojawiły się 31 stycznia 1938 roku z okazji narodzin Beatrycze – córki królowej Juliany i księcia Bernharda.

## Materiały źródłowe
- Baske de Jager, productmanager broodbeleg, Koninklijke De Ruijter bv, Baarn: Hoera, het is een .... [dostęp 2011-06-24]. (niderl.).

- Waarom eten mensen beschuit met muisjes als er een baby wordt geboren?. [dostęp 2011-06-24]. (niderl.).

- Het aanbieden van Oranje Muisjes. [dostęp 2011-06-24]. [zarchiwizowane z tego adresu (2011-08-07)]. (niderl.).